# 丹後砂丘

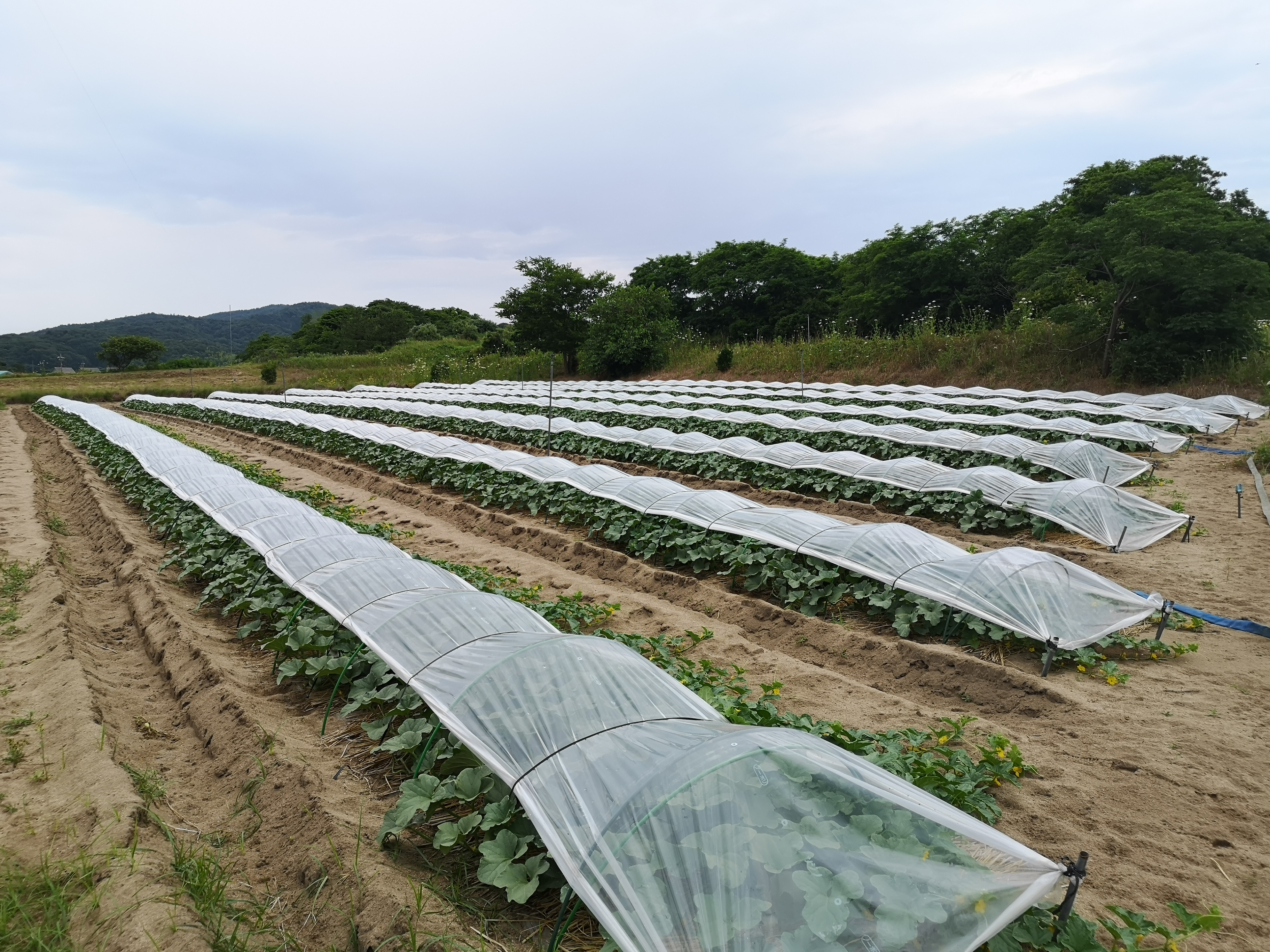
丹後砂丘における砂丘地農業（京丹後市網野町小浜）

丹後砂丘（たんごさきゅう）は、京都府北部京丹後市の日本海岸に広がる砂丘。西端の久美浜町湊宮から、東端の網野町浜詰にかけて、およそ8kmにわたり、小天橋、葛野浜、箱石浜の海水浴場が設けられており、山陰海岸ジオパークの一部を成している。久美浜砂丘（くみはまさきゅう）、箱石浜砂丘（はこいしはまさきゅう）ともいう。

## 植生
丹後砂丘には、50種類以上とされる貴重な海浜植物が自生しており、保全活動が取り組まれている。その中には、京丹後市の市の花になっているトウテイランをはじめ、コウボウムギ、ハマベノギク、ハマハタザオ、ハマニガナ、ハマヒルガオ、ハマエンドウ、ハマウツボ、カワラヨモギ、また、カワラナデシコ、ネコノシタ、ハマベノギク、ツリガネニンジン、ビロードテンツキ、ウンラン、ハマゴウなどが含まれている。また他方では、重点対策外来種に選定されているコマツヨイグサやイタチハギをはじめ、オオフタバムグラ、アメリカネナシカズラも繁茂している。

## 歴史

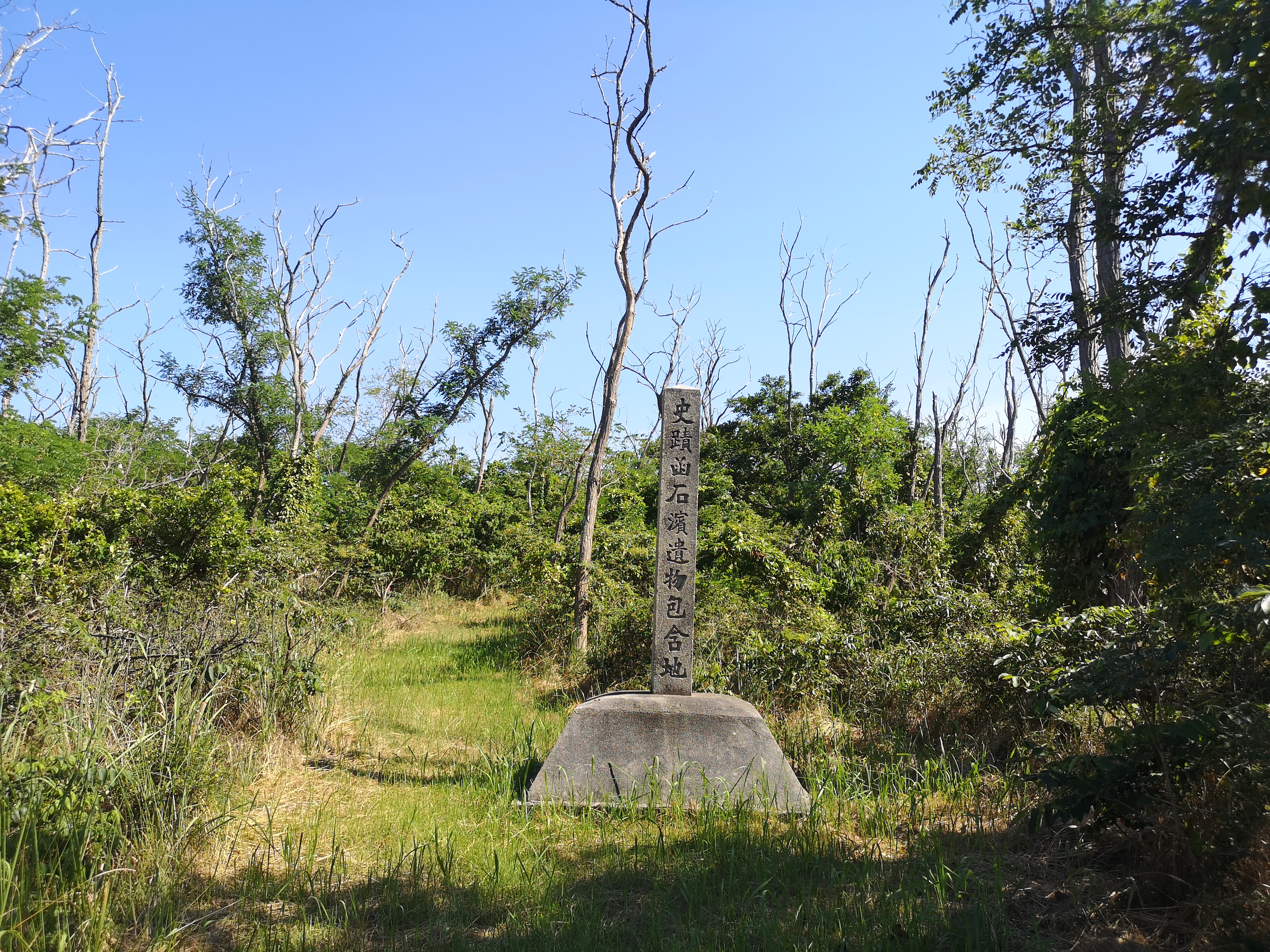
函石浜遺物包含地

砂丘地帯の中心部には、国指定史跡である函石浜遺物包含地があり、弥生時代前期以来の遺物が出土している。
江戸時代から、砂丘の固定を目的とした植林がおこなわれていたが、特に1949年（昭和24年）から1969年（昭和44年）にかけて大規模な海岸砂地造林がおこなわれた結果、クロマツやニセアカシアなどの林地が形成されている。

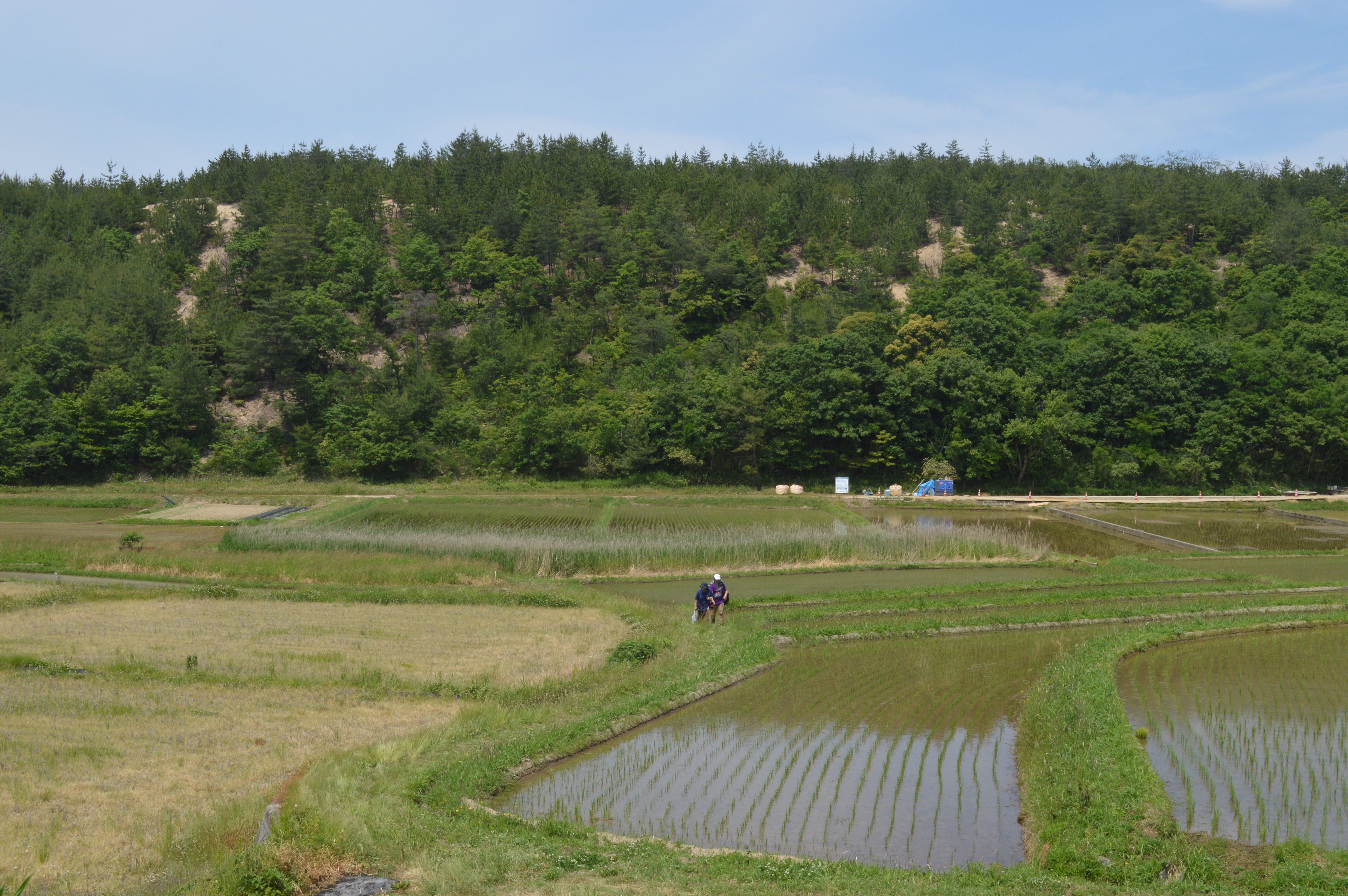
古砂丘（京丹後市網野町掛津）

## 農業
砂丘地帯の中でも、農地として利用されている場所では、サツマイモ、ナガイモのほか、スイカやメロンなどが栽培されている。特にサツマイモは、「（丹後）砂丘かんしょ」と称されて流通している。